# Обоката, Харуко
Харуко Обоката (яп. 小保方 晴子, Obokata Haruko; род. 25 сентября 1983) — бывший биолог-исследователь стволовых клеток, руководитель подразделения Японского исследовательского центра стволовых клеток, центра биологии развития RIKEN. Она утверждала, что разработала радикальный и удивительно простой способ стимулирования для приобретения клеток плюрипотентности (STAP), которые можно выращивать на мягких тканях для использования в любом месте тела. В RIKEN, однако, начали расследование в ответ на обвинение об использовании в статьях RIKEN изображений, которые появлялись в статьях, сообщающих об обнаружении клеток Stimulus-triggered acquisition of pluripotency (STAP). Последовавший в 2014 году скандал с клетками STAP стал одним из самых известных в мире научных махинаций наряду с Шёнским скандалом и экспериментами по клонированию Хвана У Сока.

## Ранние годы и образование
Обоката родилась в городе в Мацудо, префектура Тиба, Япония, в 1983 году. Она училась в старшей средней школе Тохо, которая относится к университету Тохо, и окончила университет Васеда . В Университете Васеда Обоката получила степень бакалавра на факультете прикладной химии в Школе науки и техники, получила степень бакалавра наук в 2006 году и в Высшей школе передовых наук и инженерии получила степень магистра наук прикладной химии в 2008 году.
После получения степени магистра Обоката продолжала изучать стволовые клетки и регенеративную медицину в Институте передовой биомедицинской инженерии и науки, совместном исследовательском и образовательном учреждении, действующем при Токийском женском медицинском университете. Затем она два года проводила исследования в Гарвардской медицинской школе в Бостоне под руководством Чарльза Ваканти, а затем вернулась в Университет Васеда, чтобы получить степень в области инженерии. Согласно новостному сообщению Асахи Симбун, Обоката предложила отозвать свою докторскую диссертацию после обвинений в том, что она могла скопировать и вставить некоторые фрагменты своей диссертации из общедоступных документов, размещённых на веб-сайте Национального института здравоохранения США.
В октябре 2014 года следственная комиссия, назначенная Университетом Васеда, дала Обокате один год для пересмотра её кандидатской диссертации или потери её степени. Год спустя Университет Васэда объявил, что аннулирует докторскую степень Обокаты.

## Карьера
Обоката была приглашённым исследователем в Центре биологии развития RIKEN в 2011 году, а в 2013 году была назначена руководителем лаборатории клеточного перепрограммирования. В 2014 году она опубликовала две статьи в журнале Nature .
- Obokata, Haruko. Stimulus-triggered fate conversion of somatic cells into pluripotency (англ.) // Nature : journal. — 2014. — Vol. 505, no. 7485. — P. 641—647. — doi:10.1038/nature12968. — PMID 24476887.
- Obokata, Haruko. Bidirectional developmental potential in reprogrammed cells with acquired pluripotency (англ.) // Nature : journal. — 2014. — 30 January (vol. 505, no. 7485). — P. 676—680. — doi:10.1038/nature12969. — Bibcode: 2014Natur.505..676O. — PMID 24476891.

## Скандал
В течение нескольких недель после публикации в журнале Nature были подняты вопросы о достоверности работ Обокаты. Профессор Терухико Вакаяма, старший автор статей о природе, предложил отозвать документы и представить их повторно, если результаты будут воспроизведены. Японский правительственный исследовательский институт Riken также начал расследование этой проблемы. Критики стволовых клеток также отметили, что изображения в опубликованных статьях очень похожи на изображения, опубликованные в докторской диссертации Обокаты, которые были из совершенно другого проекта. 1 апреля в RIKEN объявили Обокату виновной в научном проступке по двум из шести обвинений, выдвинутых против неё. Следователи RIKEN пришли к выводу, что Обоката остро нуждается не только в соблюдении этических норм в области научных исследований, но и также в честности и сдержанности.
In manipulating the image data of two different gels and using data from two different experiments, Dr. Obokata acted in a manner that can by no means be permitted. This cannot be explained solely by her immaturity as a researcher. Given the poor quality of her laboratory notes it has become clearly evident that it will be extremely difficult for anyone else to accurately trace or understand her experiments, and this, too, is considered a serious obstacle to healthy information exchange. Dr. Obokata’s actions and sloppy data management lead us to the conclusion that she sorely lacks, not only a sense of research ethics, but also integrity and humility as a scientific researcher.
4 июня 2014 года Обоката согласилась отозвать обе статьи, опубликованные в журнале Nature в начале 2014 года. В Nature подтвердили опровержение 2 июля.
В июле 2014 года Обокате было разрешено присоединиться к усилиям RIKEN по проверке её первоначальных результатов под контролем третьей стороны. Она пыталась повторить своё собственное исследование, используя генетически изменённые клетки селезёнки мыши, которые светятся зелёным, если активирован ген, свидетельствующий о плюрипотентности. Она не смогла воспроизвести «ячейку STAP», чтобы подтвердить своё заявленное открытие.
5 августа 2014 года научный руководитель и соавтор Обокаты Ёсики Сасаи покончил жизнь самоубийством, написав в предсмертной записке, что «желает сохранить лицо». Хотя ранее официальное расследование сделало вывод о непричастности Сасаи к фальсификациям, но признало его руководство невнимательным.
Обоката объявила о своём уходе из RIKEN в декабре 2014 года.
В 2016 году книга Обокаты «Ano hi» (あ の 日 — «Тот день») была опубликована издательством Коданся, который посчитал её «важной записью того, чья сторона истории ещё не услышана», и сказал: «Мы думаем имеет смысл публиковать мнения самой Обокаты, чтобы выяснить причины путаницы в отношении клеток STAP». В этом отчёте о противоречии Обоката рассказывает, что "имеется связь с бывшим боссом Тэрухико Вакаямой, бывшим исследователем Рикена, который сейчас преподает в университете Яманаси, утверждая, что «важные части экспериментов STAP были обработаны только Вакаямой» и утверждая, что «он изменил свои представления о том, как были получены клетки STAP». Утверждая, что получил клетки, используемые в экспериментах от Вакаямы, Обоката наводит на него подозрения.